# Cecilia de la Fuente de Lleras
Cecilia de la Fuente de Lleras (de soltera, de la Fuente Cortés; Barcelona, 7 de octubre de 1916 — Bogotá, D.C., 2 de marzo de 2004) ODB fue una filántropa colombo-española, que se desempeñó como primera dama de Colombia de 1966 a 1970.
Casada con el trigésimo presidente de Colombia Carlos Lleras Restrepo. Fue la segunda primera dama colombiana en haber nacido en el extranjero (luego de Bertha Puga de Lleras, nacida en Chile). 
Cecilia fue junto a su marido la cofundadora del Instituto Colombiano de Bienestar Familiar en 1968 por medio de la Ley Cecilia  Es la abuela materna del político y exvicepresidente de Colombia Germán Vargas Lleras, y madre del político Carlos Lleras de la Fuente.

## Biografía

### Primeros años
Cecilia nació en Barcelona, el 14 de marzo de 1916, en la casa del español Manuel de la Fuente y la colombiana Ana Rosa Cortés Gregory, quien murió en un "accidente laboral" cuando Cecilia aún era pequeña. Pero cuando ella viajaba rumbo a Colombia, se llevó una sorpresa al enterarse de que su madre murió en un viaje en altamar.
La pérdida temprana de su madre hizo que Cecilia fuera educada y criada por sus tías maternas en Colombia, ya que su padre se quedó en España. En Colombia se hizo amiga desde la infancia de Lorenza Villegas de Santos,quien para esa época estaba recién estaba casada con Eduardo Santos y llegó a ser primera dama entre 1938 y 1942.
Tiempo después su padre viajó a los Estados Unidos, residiendo en Nueva Jersey, lugar donde él terminó su educación.

### Matrimonio
A su regreso a Colombia conoció y contrajo matrimonio con el político colombiano Carlos Lleras Restrepo, el 25 de marzo de 1933. Tuvo a sus cuatro hijos con élː Clemencia, el político Carlos, Inés y el poeta Fernando Lleras de la Fuente.

### Incendio de su casa
En 1952, durante la violencia bipartidista, fanáticos conservadores incendiaron la casa del líder liberal Alfonso López Pumarejo y la de su esposo Carlos Lleras, por lo que la familia huyó del país.

## Primera dama de Colombia (1966-1970)

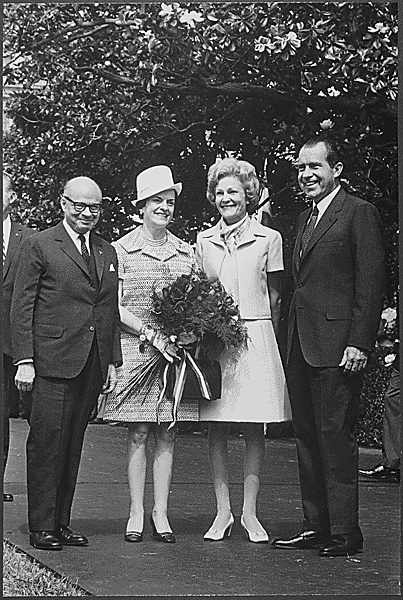
Los Lleras y los Nixon, 1969

Su esposo fue elegido para el tercer período presidencial del sistema bipartidista del Frente Nacional. 
El primo segundo de Carlos, Alberto Lleras había creado el sistema con el líder conservador Laureano Gómez en 1956, para derrotar la dictadura militar apoyada por los conservadores ospinistas y acabar con la violencia bipartidista, que provocó incidentes como la quema de su casa en 1952.
En 1967 impulsó con ayuda de los políticos Darío Echandía; Juan Jacobo Muñoz, ministro de salud de su esposo; y Yolanda Pulecio, directora del Departamento de Asistencia Social; la ley 75 de 1968, llamada Ley Cecilia. La iniciativa, que fue aprobada un año después, fijó lineamientos en Colombia para la paternidad responsable, y sentó las bases para el nacimiento del Instituto Colombiano de Bienestar Familiar.
Sus acciones le hicieron merecedora de la Gran Cruz de Boyacá, el 30 de abril de 1969, meses antes de que su esposo entregara el poder al conservador Misael Pastrana. También fue reconocida como mujer del año en 1969.